# Elena Țurcan
Elena Țurcan (n. 11 iunie 1975, Ștefan Vodă, raionul Ștefan Vodă, Republica Moldova) este o fostă fotbalistă din Republica Moldova care a jucat pe poziția de mijlocaș. Și-a petrecut cariera de fotbalist în cluburile campionatului rus. A jucat pentru echipa națională a Moldovei. 
A fost declarată „Maestru al sportului” din Rusia (1993) și „Cea mai bună fotbalistă” din Moldova (2005).